# Svetlana Radzivil
Svetlana Mikhaylovna Radzivil (Tashkent, 17 gennaio 1987) è un'altista uzbeka.
Vanta una vittoria ai Giochi asiatici e una finale ai Giochi olimpici del 2012. A Londra 2012 vince la qualificazione con 1,96 m, in finale termina al settimo posto saltando la misura di 1,97 m. Il suo primato personale è 1,98 m, misura saltata nel 2008 a Tashkent.

## Palmarès
| Anno | Manifestazione             | Sede           | Evento        | Risultato | Prestazione | Note                                     |
| ---- | -------------------------- | -------------- | ------------- | --------- | ----------- | ---------------------------------------- |
| 2002 | Mondiali juniores          | Kingston       | Salto in alto | 19ª (q)   | 1,70 m      |                                          |
| 2003 | Mondiali allievi           | Sherbrooke     | Salto in alto | 9ª        | 1,75 m      |                                          |
| 2004 | Mondiali juniores          | Grosseto       | Salto in alto | 13ª       | 1,75 m      |                                          |
| 2006 | Campionati asiatici indoor | Pattaya        | Salto in alto | Bronzo    | 1,91 m      |                                          |
| 2006 | Mondiali juniores          | Pechino        | Salto in alto | Oro       | 1,91 m      |                                          |
| 2006 | Giochi asiatici            | Doha           | Salto in alto | 7ª        | 1,84 m      |                                          |
| 2008 | Giochi olimpici            | Pechino        | Salto in alto | 18ª (q)   | 1,89 m      |                                          |
| 2009 | Mondiali                   | Berlino        | Salto in alto | 19ª (q)   | 1,89 m      |                                          |
| 2009 | Giochi asiatici indoor     | Hanoi          | Salto in alto | 4ª        | 1,87 m      |                                          |
| 2009 | Campionati asiatici        | Guangzhou      | Salto in alto | Bronzo    | 1,87 m      |                                          |
| 2010 | Giochi asiatici            | Guangzhou      | Salto in alto | Oro       | 1,95 m      |                                          |
| 2011 | Campionati asiatici        | Kōbe           | Salto in alto | Argento   | 1,92 m      |                                          |
| 2011 | Mondiali                   | Taegu          | Salto in alto | 7ª        | 1,93 m      |                                          |
| 2012 | Mondiali indoor            | Istanbul       | Salto in alto | 8ª        | 1,92 m      |                                          |
| 2012 | Giochi olimpici            | Londra         | Salto in alto | 6ª        | 1,97 m      |                                          |
| 2013 | Campionati asiatici        | Pune           | Salto in alto | Argento   | 1,88 m      |                                          |
| 2014 | Campionati asiatici indoor | Hangzhou       | Salto in alto | Oro       | 1,96 m      |                                          |
| 2014 | Mondiali indoor            | Sopot          | Salto in alto | 14ª (q)   | 1,94 m      |                                          |
| 2014 | Giochi asiatici            | Incheon        | Salto in alto | Oro       | 1,88 m      |                                          |
| 2015 | Campionati asiatici        | Wuhan          | Salto in alto | Oro       | 1,91 m      |                                          |
| 2015 | Mondiali                   | Pechino        | Salto in alto | 9ª        | 1,88 m      |                                          |
| 2016 | Campionati asiatici indoor | Doha           | Salto in alto | Oro       | 1,92 m      |                                          |
| 2016 | Giochi olimpici            | Rio de Janeiro | Salto in alto | 13ª       | 1,88 m      |                                          |
| 2018 | Giochi asiatici            | Giacarta       | Salto in alto | Oro       | 1,96 m      | Record dei Giochi                        |
| 2019 | Campionati asiatici        | Doha           | Salto in alto | Bronzo    | 1,88 m      |                                          |
| 2019 | Mondiali                   | Doha           | Salto in alto | 12ª       | 1,89 m      |                                          |
| 2021 | Giochi olimpici            | Tokyo          | Salto in alto | 20ª (q)   | 1,90 m      |                                          |
| 2022 | Mondiali indoor            | Belgrado       | Salto in alto | 10ª       | 1,84 m      | Miglior prestazione personale stagionale |
| 2023 | Campionati asiatici        | Bangkok        | Salto in alto | Bronzo    | 1,83 m      |                                          |
| 2023 | Giochi asiatici            | Hangzhou       | Salto in alto | Argento   | 1,86 m      | Miglior prestazione personale stagionale |